# Mythe du raz-de-marée de mars 709
Le mythe du raz-de-marée de mars 709 est une construction pseudo-scientifique de l'abbé François Manet (1764-1844) selon laquelle un cataclysme se serait produit en baie du Mont-Saint-Michel et en baie de Saint-Malo au mois de mars 709. Ce cataclysme, conjonction improbable d'une tempête, de grandes marées et d'un séisme, aurait provoqué en quelques heures l'inondation permanente de la baie du Mont Saint-Michel, auparavant occupée par plusieurs villages et forêts.
Des travaux ultérieurs ont complètement invalidé ce scénario.

## Origine et mythe
D'après François Manet, la baie du Mont-Saint-Michel et la baie de Saint-Malo, qui en effet n'ont pas toujours été recouvertes par les eaux, l'auraient été à la suite d'un cataclysme.
Plusieurs facteurs — une tempête avec des vents de Nord additionnée à une marée d'équinoxe et à un tremblement de terre — auraient provoqué en une nuit un raz-de-marée recouvrant la forêt de Scissy.
L'abbé Manet ne s'appuie que sur les affirmations d'un moine au Moyen Âge et ne démontre rien scientifiquement.
En fait, s'il est avéré aujourd'hui qu'il y a bien eu transgression marine, il a aussi été démontré qu'aucun cataclysme capable d'engloutir en une nuit forêts et villages ne s'était produit.

## Un mythe contredit par la science
Dès 1882, l'abbé Manet est scientifiquement contredit par Alexandre Chèvremont dans Les Mouvements du Sol sur les côtes occidentales de la France dans le golfe Normand-Breton, travail récompensé par l'Académie des sciences. Au chapitre 22, l'auteur démonte les sources de l'abbé Manet et montre que s'il y a bien eu transgression marine, elle ne s'est faite que lentement et que l'étude des sols montre qu'il n'y a jamais eu de raz-de-marée.

## Interprétations
D'après François Manet dans son ouvrage De l'état ancien et de l'état actuel de la baie du Mont-Saint-Michel et de Cancale, des marais de Dol et de Châteauneuf, les deux causes du prétendu cataclysme sont une grande marée et une tempête. Il écrit : « ces premières dévastations, toutes funestes qu'elles furent, n'étaient rien en comparaison de celle qu'opéra la fatale marée de mars de l'an 709, l'une des plus considérables qu'on eût jamais vues, et qui, par malheur, fut soutenue d'un vent de nord des plus terribles. »
Une autre cause, mise en avant par l'Abbé Maurice Jacques Graindor dans son ouvrage Chronique de la sismicité de la Normandie, serait un séisme qui aurait frappé la baie du Mont-Saint-Michel.
Les phénomènes pouvant fonder ces hypothèses sont :
- Une marée d'équinoxe : Selon le service hydrographique et océanographique de la Marine, les marées les plus importantes du mois de mars 709 se sont déroulées le samedi 2 mars 709. Le coefficient était de 114 pour des pleines mers à 8 h 20 et 20 h 44. C'est un coefficient très important.

On trouve aussi par ordre décroissant des marées en pleine mer :
- vendredi 1er mars 709 à 20 h 03, coefficient 113 ;
- vendredi 1er mars 709 à 07 h 37, coefficient 111 ;
- dimanche 3 mars 709 à 09 h 00, coefficient 111.

Les autres coefficients en ce mois de mars 709 ne dépassaient pas 110.
Ces valeurs sont calculées dans le port de Saint-Malo par le service hydrographique et océanographique de la Marine de Brest.
- Un tremblement de terre : D'après Maurice Cossmann (1850-1924), le séisme de mars 709 est le plus ancien dont nous ayons la certitude en Normandie. D'intensité inconnue, son épicentre serait situé près de Jersey. Il aurait concerné toute la baie du Mont-Saint-Michel, la presqu'île du Cotentin ainsi que les îles Anglo-Normandes. Il y a eu d'autres séismes importants mentionnés aussi par François Manet notamment en 1427 en Bretagne qui détruisit une partie de Nantes et engloutit 13 villages des environs de Dol-de-Bretagne.

Cependant, ces travaux datent du XIXe siècle. Le Bureau de recherches géologiques et minières (BRGM) ne référence aucun tsunami ou faux tsunami et tsunami douteux avant 1500 mais la dernière liste n’a pas vocation à recenser toutes les tempêtes historiques fussent-elles très anciennes.
- Une tempête : Rien ne permet d'affirmer qu'une tempête s'est déroulée en baie du Mont-Saint-Michel à cette date.

## Le raz-de-marée dans la littérature
Paul Féval écrit[réf. nécessaire] : 

« [ ...] Si vous descendez de nuit la dernière côte de la route de Saint-Malo à Dol, entre Saint-Benoît-des-Ondes et Cancale, pour peu qu'il y ait un léger voile de brume sur le sol plat du Marais, vous ne savez de quel côté de la digue est la grève, de quel côté la terre ferme. À droite et à gauche, c'est la même immensité morne et muette. Nul mouvement de terrain n'indique la campagne habitée ; vous diriez que la route court entre deux grandes mers. Où passe à présent le chemin, la mer roula ses flots rapides. Ce marais de Dol c'était une baie. Et, chose merveilleuse, car ce pays est tout plein de miracles, avant d'être une baie, c'était une forêt sauvage ! »

Victor Hugo fait référence à cet événement mythique dans sa préface des Travailleurs de la mer :

« En 709, soixante ans avant l’avènement de Charlemagne, un coup de mer a détaché Jersey de la France. D’autres sommets des terres antérieurement submergées sont, comme Jersey, visibles. Ces pointes qui sortent de l’eau, sont des îles. C’est ce qu’on nomme l’archipel normand. »

« C’est en 709, nous l’avons dit, que l’océan a arraché Jersey à la France. Douze paroisses furent englouties. Des familles actuellement vivantes en Normandie ont encore la seigneurie de ces paroisses ; leur droit divin est sous l’eau ; cela arrive aux droits divins. »